# Aethes bicuspis
Aethes bicuspis es una especie de polilla del género Aethes, categorizada en la tribu Cochylini, de la subfamilia Tortricinae.

## Distribución
Se distribuye por Brasil.

## Taxonomía
Fue descrita por Razowski & Becker en 2002 y publicada en (Aethes), Acta zool. cracov. 45: 305.